# Низами Ганджеви
Низами Ганджеви или Гянджеви (на персийски: نظامی گنجوی‎), истинско име Низам ад-Дин Абу Мухаммад Иляс ибн-Юсуф ибн-Заки ибн-Муайед, е персийски поет, роден в град Гянджа, (1138 – 1139 – 1145 – 1146 г)
{{източник|Официално признатата дата на раждането му от ЮНЕСКО е между 17 и 22.08. 1141 г. Баща му Юсуф ибн Заки е от Кум. Родителите му умират рано. Получава блестящо за времето си образование, като млад пише лирични стихове.
Наричан „хаким“ (мъдрец). Пише на персийски език. Принадлежал към средните градски слоеве.
Низами Ганджеви не е придворен поет, задоволява се с малките помощи, давани му от феодалните владетели за посвещаваните им поеми.
Приживе е удостоен с почести и се е ползвал с уважение.
Никога не напуска родния си град. Внася в персийската епична поезия разговорната реч и реалистичния стил.
Основното му съчинение – „Петокнижие“ („Хамсе“, „Пет скъпоценности“), се състои от 5 поеми: „Съкровищница на тайни“ (написана между 1173 и 1180), „Хосров и Ширин“ (1181), „Лейли и Меджнун“ (1188), „Седем красавици“ (1197) и „Искандер-наме“ (около 1203). Петте поеми са написани в стихотворната форма маснави (двустишия), а общият брой двустишия е 30 000.
Запазен е и част от лирически диван: 6 касиди (оди), 116 газели (лирични стихотворения), 2 кита и 30 рубаи, но по думите на средновековните биографи на поета, това е само малка част от лириката му.
„Петопоемието“ оказва огромно влияние върху развитието на много източни литератури и на целия персоезичен свят. Творчеството му въздейства на поети като Хафез, Руми, Саади, Гьоте.
В Иран творчеството на Низами и досега е изключително популярно. При иранците от древността съществува традиция на декламирането на поетични произведения, което може редовно да е чуе по радиото, да се види по телевизията, в литературните общества, дори в чайните и във всекидневната реч.
Творчеството на Низами е източник и символ на древна традиция. По сюжета на поемата „Седем красавици“ („Хафт пейкар“) на Низами Джакомо Пуччини създава операта „Турандот“ (1926).
Смятан е за най-великия представител на романтичната лирика в персийската литература, въвел разговорния език и реализма в персийския епос.
Творческото му наследство се споделя между Иран, Азербайджан, Афганистан и Таджикистан.
През 1940 година в СССР Сталин обявява поета за "етнически азербайджанец", като тази теза след разпада на СССР се споделя единодушно единствено в Азербайджан, и не е приемана дори в съюзната на Азербайджан, отношенията с която се градят на принципа "Две държави, една нация" Турция.  
1991 г. е обявена от ЮНЕСКО за година на Низами в чест на 850-годишнината на поета.